# Cansisse
Cansisse – wieś w Gwinei Bissau, w regionie Gabú.